# Jack Natteford
Jack Natteford, de son vrai nom John Francis Natteford, est un scénariste américain né le 27 novembre 1894 à Wahoo (Nebraska) et mort le 7 janvier 1970 dans le Comté de Los Angeles (Californie).
Il est parfois crédité sous les noms suivants : J. F. Natteford, J. Francis Natteford, John F. Natteford.

## Filmographie

### Cinéma
- 1921 : Every Woman's Problem
- 1922 : Rounding Up the Law
- 1923 : Cyclone Jones
- 1924 : After Dark
- 1924 : Fighter's Paradise
- 1924 : Hutch of the U.S.A.
- 1924 : On Probation
- 1924 : Soiled
- 1924 : Surging Seas
- 1924 : That Wild West
- 1924 : The Virgin
- 1924 : The White Panther
- 1925 : Fair Play
- 1925 : The Hidden Menace
- 1925 : The Verdict
- 1925 : Was It Bigamy?
- 1926 : L'Appel de L'or (en) (The Call of the Klondike) d'Oscar Apfel
- 1926 : The Count of Luxembourg
- 1926 : The Last Alarm
- 1926 : Midnight Limited
- 1926 : Moran of the Mounted
- 1926 : Sin Cargo
- 1927 : Backstage
- 1927 : Beauty Shoppers
- 1927 : The Broken Gate
- 1927 : Hidden Aces
- 1927 : The Ladybird
- 1927 : Lightning
- 1927 : Streets of Shanghai
- 1927 : The Tired Business Man
- 1928 : Beautiful But Dumb
- 1928 : À la rescousse (Clearing the Trail)
- 1928 : The Devil's Skipper (en)
- 1928 : The Gun Runner
- 1928 : Ladies of the Night Club
- 1928 : Lingerie
- 1928 : The Man in Hobbles
- 1928 : Nameless Men
- 1928 : Prowlers of the Sea
- 1928 : The Scarlet Dove
- 1929 : The Flying Marine
- 1929 : Light Fingers
- 1929 : The Lost Zeppelin
- 1929 : New Orleans (it)
- 1929 : Two Men and a Maid
- 1929 : Untamed Justice
- 1930 : Border Romance
- 1930 : Dark Skies
- 1930 : Fighting Thru; or California in 1878
- 1930 : The Third Alarm
- 1930 : The Thoroughbred
- 1930 : Trois de la cavalerie (Troopers Three) de B. Reeves Eason
- 1931 : Le Tueur de l'Arizona (Arizona Terror)
- 1931 : Hard Hombre (en) d'Otto Brower
- 1931 : Clearing the Range
- 1931 : Women Men Marry
- 1931 : Le Défilé du Diable (Two Gun Man)
- 1931 : Wild Horse
- 1931 : A Private Scandal
- 1932 : The Spirit of the West
- 1932 : The Cowboy Counsellor
- 1932 : Mon copain le roi
- 1932 : Le Trésor caché (en) (Hidden Gold) d'Arthur Rosson
- 1932 : File 113 (en)
- 1932 : Gold
- 1932 : Out of Singapore
- 1933 : The California Trail (en)
- 1933 : Bachelor Mother
- 1933 : The Dude Bandit
- 1933 : Neighbors' Wives
- 1933 : Riot Squad
- 1933 : Sa secrétaire privée (His Private Secretary)
- 1934 : Mystic Hour
- 1934 : House of Danger
- 1934 : A Demon for Trouble
- 1934 : St. Louis Woman
- 1935 : The Brand of Hate (en) de Lewis D. Collins
- 1935 : The Fighting Lady
- 1935 : The Headline Woman (en)
- 1935 : Never Too Late de Bernard B. Ray
- 1935 : The Rider of the Law
- 1935 : The Crimson Trail
- 1935 : 1,000 Dollars a Minute
- 1936 : Ticket to Paradise
- 1936 : The Return of Jimmy Valentine
- 1936 : Millionaire Kid
- 1936 : The Three Mesquiteers
- 1936 : Roarin' Lead
- 1936 : La Chevauchée solitaire (The Lonely Trail) de Joseph Kane
- 1936 : Sur la piste d'Oregon (The Oregon Trail)
- 1937 : Le Champion (Boots and Saddles) de Joseph Kane
- 1937 : Rootin' Tootin' Rhythm (en)
- 1937 : Gunsmoke Ranch (en) de Joseph Kane
- 1937 : Yodelin' Kid from Pine Ridge (en)
- 1937 : La Ville du diable (Born to the West)
- 1937 : Heart of the Rockies (en) de Joseph Kane
- 1937 : Paradise Express
- 1938 : Come On, Rangers
- 1938 : Le Retour de Billy the Kid (Billy the Kid Returns) de Joseph Kane
- 1938 : Shine on Harvest Moon
- 1938 : Rawhide
- 1938 : Gold Mine in the Sky (en)
- 1938 : King of the Newsboys
- 1938 : Héros de la montagne (en) (Heroes of the Hills) de George Sherman
- 1938 : International Crime
- 1939 : Southward Ho!
- 1939 : Colorado Sunset
- 1939 : Rough Riders' Round-Up
- 1939 : Days of Jesse James (en) de Joseph Kane
- 1939 : Le Bandit du Wyoming (Wyoming Outlaw) de George Sherman
- 1939 : The Kansas Terrors
- 1940 : Cuando canta la Ley
- 1940 : One Man's Law
- 1940 : Pioneers of the West
- 1940 : Heroes of the Saddle
- 1941 : Dangerous Lady (en) de Bernard B. Ray
- 1941 : Double Trouble
- 1941 : Law of the Timber (en) de Bernard B. Ray
- 1942 : Inside the Law (en) d'Hamilton MacFadden
- 1942 : They Raid by Night
- 1945 : Trail of Kit Carson
- 1946 : La Ville des sans-loi (Badman's Territory)
- 1946 : Rustler's Roundup
- 1947 : Trail to San Antone (en) de John English
- 1948 : Black Bart
- 1948 : Return of the Bad Men
- 1949 : Le Dernier Bandit (The Last Bandit)
- 1949 : Rustlers
- 1950 : The Return of Jesse James
- 1951 : Cattle Drive
- 1953 : À l'est de Sumatra (East of Sumatra)
- 1956 : Blackjack Ketchum, Desperado
- 1957 : The Night the World Exploded
- 1966 : Kid Rodelo
- 1967 : The Ride to Hangman's Tree

### Télévision
- 1953 : Big Town (un épisode)
- 1953 : Fireside Theatre (trois épisodes)
- 1954 : Letter to Loretta (deux épisodes)
- 1956 : The Lone Ranger (un épisode)
- 1957 : Cheyenne (un épisode)
- 1958 : The Restless Gun (un épisode)
- 1959 : Troubleshooters (un épisode)